# 1986 en philosophie
Chronologie de la philosophie
- 1982
- 1983
- 1984
- 1985
- 1986
- 1987
- 1988
- 1989
- 1990

L’année 1986 a été marquée, en philosophie, par les événements suivants :

## Publications
- Francis Bacon : Novum organum, Paris, PUF.
- Johan Degenaar : Art and the Meaning of Life. Cape Town: Dept. of Extramural Studies.